# Монтерей (Калифорния)
Вижте пояснителната страница за други значения на Монтерей.
Монтерей (на английски: Monterey) е град в окръг Монтерей, щата Калифорния, САЩ. Град Монтерей се намира на около 2 часа, 179,42 км (112,14 мили) южно от Сан Франциско. Населението на Монтерей е 28 639 души (по приблизителна оценка от 2017 г.). Град Монтерей е разположен в залива Монтерей на Тихия океан. Той е първата столица на щата Калифорния в рамките на САЩ. В допълнение много неща се случват за първи път в Монтерей. Те включват първият театър в Калифорния, първата къща от тухли, първото обществено училище, обществена сграда, библиотека и печатна преса. Първата конституция на Калифорния също е съставена тук през октомври 1849.
Монтерей е сцена на действието в няколко романа на американския писател-нобелист Джон Стайнбек: „Тортила Флет“, „Улица Консервна“ и „Благодатният четвъртък“.

## Личности
Родени в Монтерей
- Тори Белечи (р. 1970), моделист и телевизионен водещ
- Мариано Гуадалупе Валехо (1807 – 1890), военен и политик
- Чейс Еванс (р. 1986), порнографска актриса
- Джон Робърт Селски (р. 1990), състезател по шорттрек